# Hugo Beurey
Hugo Beurey, né le 17 mai 1998 à Nancy, est un rameur d'aviron français.

## Carrière
il remporte pour son deuxième championnat du monde espoir la médaille d’argent en skiff poids léger à Poznań. 
Il remporte la médaille de bronze en quatre de couple poids légers aux Championnats d'Europe d'aviron 2019 à Lucerne avec Léo Grandsire, Benjamin David et Ferdinand Ludwig.
Candidat au podium du deux de couple poids légers avec Ferdinand Ludwig lors des championnats d'Europe d'aviron 2022, il est contraint de déclarer forfait à la suite du contrôle positif au Covid-19 de son coéquipier à la veille de la compétition.

## Palmarès
- Vice champion du monde skiff poids léger 2018
- Vainqueur de la troisième étape de Coupe du Monde 2023 (Lucerne)
- 2ème coupe du Monde Poids léger 2023 (Varese)
- 2ème coupe du Monde Poids léger 2022 (Poznań)
- 4ème coupe du Monde Poids léger 2022 (Lucerne)
- 4ème Régate de Qualification Olympique (Lucerne)
- Champion du Monde Ergomètre U23 Poids Léger 2020 (Paris)
- Médaille de bronze aux championnats d'Europe Poids Léger 2019 (Lucerne)
- Vice-champion du Monde U23 Poids Léger 2018 (Poznań)
- Record du Monde 4min ergomètre en poids léger